# Roman Bürki
Roman Bürki (ur. 14 listopada 1990 w Münsingen) – szwajcarski piłkarz, występujący na pozycji bramkarza w amerykańskim klubie St. Louis City SC. Były reprezentant Szwajcarii, znalazł się w kadrze na Mistrzostwa Świata 2014.

## Życiorys

### Kariera klubowa
Wychowanek szwajcarskich klubów FC Münsingen i BSC Young Boys. W latach 2008–2013 był zawodnikiem BSC Young Boys ze Swiss Super League, skąd wypożyczony był do: FC Thun i FC Schaffhausen ze Swiss Challenge League oraz  Grasshopper Club Zürich. Następnie grał w Grasshopper Club Zürich i SC Freiburg.
14 czerwca 2015 podpisał kontrakt z niemieckim klubem Borussia Dortmund, występującym w Bundeslidze. W lipcu 2022 roku, Burki podpisał kontrakt z amerykańskim klubem St. Louis City SC 2, występującym w lidze MLS Next Pro, na trzecim szczeblu rozgrywek w Stanach Zjednoczonych. W 2023 stał się członkiem pierwszego zespołu St. Louis City SC.

### Kariera reprezentacyjna
Reprezentant Szwajcarii w kategoriach: U-18, U-19, U-20 i U-21.
W seniorskiej reprezentacji Szwajcarii zadebiutował 18 listopada 2014 na stadionie miejskim (Wrocław, Polska) w zremisowanym 2:2 meczu towarzyskim z Polską.

## Sukcesy

### Klubowe
Grasshopper Club Zürich
- Zdobywca drugiego miejsca w Swiss Super League: 2012/2013
- Zdobywca Pucharu Szwajcarii: 2012/2013

Borussia Dortmund
- Zdobywca drugiego miejsca w Bundeslidze: 2015/2016, 2018/2019
- Zdobywca drugiego miejsca w Pucharze Niemiec: 2015/2016
- Zdobywca Pucharu Niemiec: 2016/2017
- Zdobywca drugiego miejsca w Superpucharze Niemiec: 2016/2017, 2017/2018
- Zdobywca Superpucharu Niemiec: 2019/2020
- Zdobywca drugiego miejsca w International Champions Cup: 2018